# مسجد خانقاه الحاج ملا علي
مسجد خانقاه حاج ملا علي من مساجد السليمانية التراثية القديمة في شمال العراق، ويقع في مركز مدينة السليمانية بمنطقة سرشقام، وتقام فيه الصلوات الخمس، ولقد شيده الحاج ملا عثمان عام 1261هـ/1845م، في عهد الدولة العثمانية، والمسجد واسع المساحة حيث تبلغ مساحته الكلية حوالي 1700م2، وتعلو المسجد منارتان مبنيتان وفق الطراز المعماري الاسلامي من الطابوق ويحتوي على غرفة تحتوي على عدة قبور، وفي فناءه ساحة واسعة.
وكلمة خانقاه معناها هو التكية المخصصة للعبادة أو هو المكان الذي ينقطع فيه المتصوف للعبادة، ولقد اقتضت وظيفتها أن يكون لها تخطيط خاص، فهى تجمع بين تخطيط المسجد والمدرسة ويضاف إلى هذين التخطيطين الغرف التي ينقطع بها المتصوف للعبادة.